# Melanoseps
Melanoseps — рід сцинкоподібних ящірок родини сцинкових (Scincidae). Представники цього роду мешкають в Східній і Центральній Африці.

## Види
Рід Melanoseps нараховує 8 видів:
- Melanoseps ater (Günther, 1873)
- Melanoseps emmrichi Broadley, 2006
- Melanoseps longicauda Tornier, 1900
- Melanoseps loveridgei Brygoo & Roux-Estève, 1982
- Melanoseps occidentalis (W. Peters, 1877)
- Melanoseps pygmaeus Broadley, 2006
- Melanoseps rondoensis Loveridge, 1942
- Melanoseps uzungwensis Loveridge, 1942

## Етимологія
Наукова назва роду Melanoseps походить від сполучення слів дав.-гр. μελας — чорний і σηψ — ящірка.